# Chiesa di San Michele Arcangelo (Pontorme)

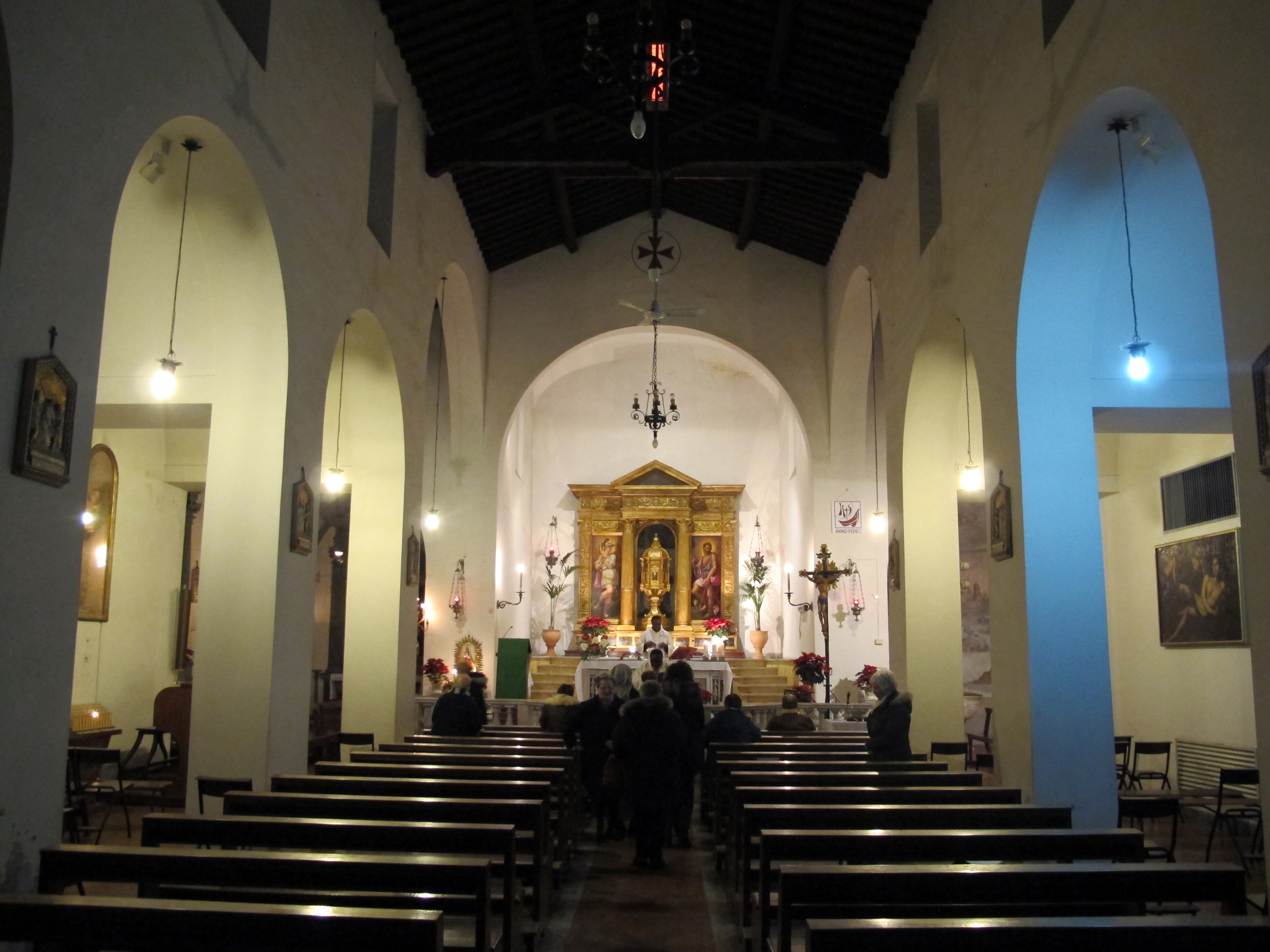
Interno

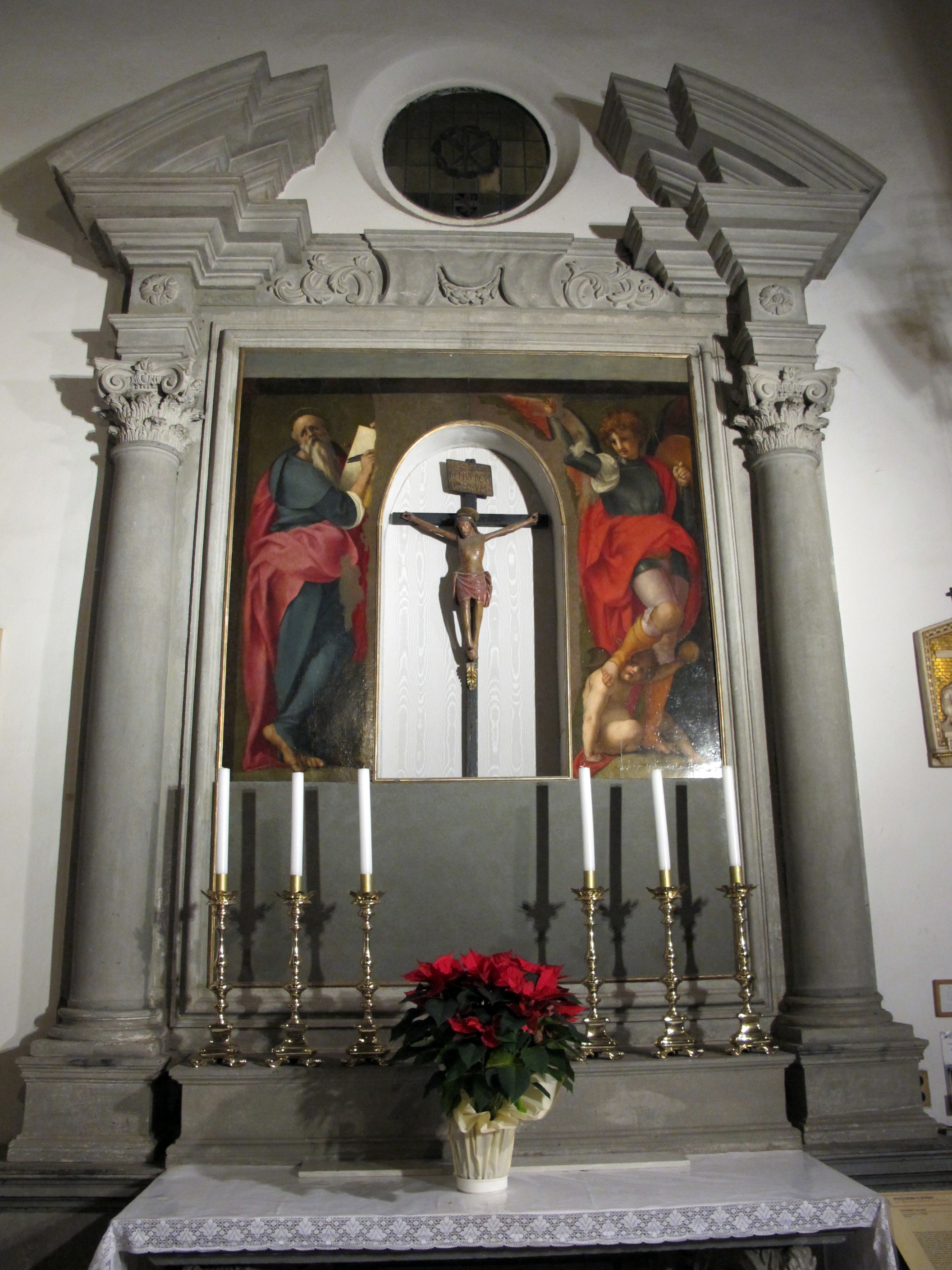
Pontormo, San Giovanni Evangelista e san Michele Arcangelo

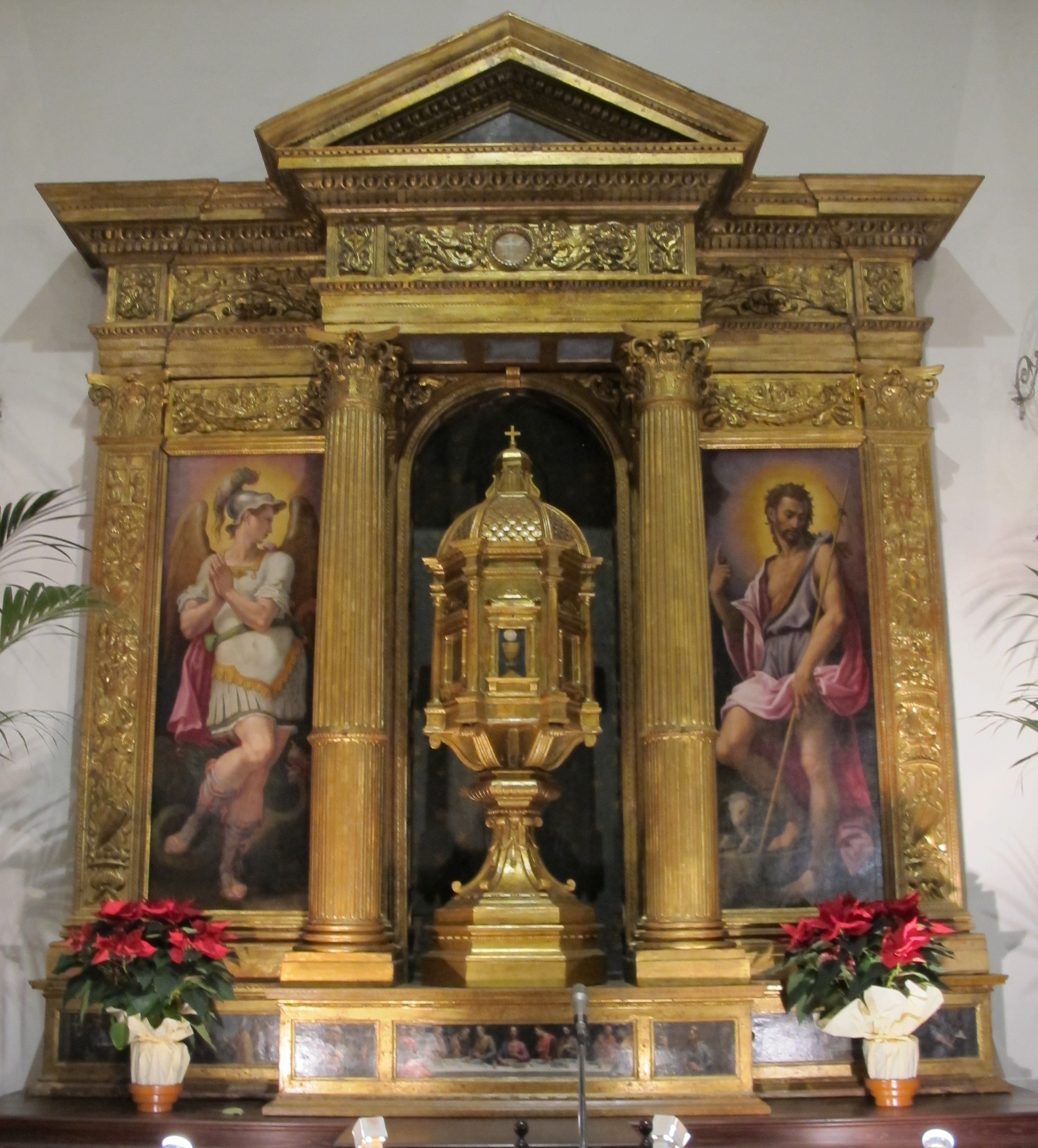
Il ciborio di Girolamo Macchietti

La chiesa di San Michele Arcangelo si trova a Pontorme, frazione del comune di Empoli, in provincia di Firenze.

## Storia
La chiesa di San Michele Arcangelo è la chiesa situata all'interno dell'antico castello di Pontorme.
La più antica testimonianza su questa chiesa risale al 27 maggio 1192 quando la Ecclesia Sancti Angeli de Castello Ponturmi viene confermata come suffraganea della pieve di Empoli. Nel 1260 il suo popolo versò 2 moggia e 6 staia di grano per il mantenimento dell'esercito fiorentino ma in seguito la chiesa, nonostante fosse stata beneficiata da diverso lasciti testamentari, il più cospicuo dei quali fu quello della contesa Beatrice di Capraia, attraversò un periodo di scarsa floridezza economica confermato dalla decime pagate tra il 1276 e il 1303.
Nel XIV secolo la chiesa era proprietaria anche di uno spedale, dedicata a Santa Maria, costruito all'interno del castello di Pontorme. Dal 1217 la chiesa era un feudo vescovile ma nel 1346 il patronato passò alla Compagnia di Orsammichele per poi passare, nel 1363, direttamente al popolo.
Tra il XV e il XVI secolo la chiesa venne ampliata: furono costruite sei cappelle e anche la cappella del fonte battesimale, concesso nel 1435 da papa Eugenio IV, venne affrescata. La parrocchia di San Michele aveva anche un'Opera il cui scopo era quello mantenere, decorare e ingrandire l'edificio. Nel 1572 il patronato passò ai Cavalieri di Santo Stefano i quali, nel 1616, fecero costruire l'oratorio della Compagnia di San Michele su progetto di Gherardo Mechini; prima del 1673, anno della visita pastorale, la chiesa era stata nuovamente ampliata fino ad arrivare ad avere tre navate, con 9 altari in laterizio e il campanile fornito di 3 campane.
Nel 1736 venne costruito un decimo altare e nel 1786 venne acquistata una quarta campana: si trattava di un'antica campana duecentesca proveniente dalla distrutta torre del castello di Pontorme. Nel 1803 la chiesa venne rialzata e ciò comportò la distruzione di quattro altari; tra il 1815 e il 1819 fu costruito il nuovo campanile.

## Descrizione
La chiesa consiste in un'aula a tre navate dotate di transetto e conclusa con i volumi delle tre scarselle.

### Esterno
Grazie ad un disegno del 1582 di Francesco Baglioni sappiamo che al primitiva chiesa romanica consisteva in una semplice aula absidata coperta a tetto. Di quella chiesa oggi rimane solo la facciata a capanna costruita in mattoni sulla quale sono murati diversi stemmi. La facciata era aperta da una bifora, oggi tamponata, che presenta una decorazione piuttosto complessa e databile alla fine del XII secolo.

### Interno
Nell'ultima cappella a destra è l'altare del Crocifisso, in pietra serena, risalente al 1736, dove ha trovato posto un Crocifisso ligneo miracoloso risalente al Trecento. Il venerato simulacro era posto in passato in un complesso altare ligneo di cui facevano comunque parte anche le due celebri tavole con San Giovanni Evangelista e san Michele Arcangelo commissionate dai confratelli della Compagnia di San Michele eseguite dal Pontormo intorno al 1519.
Nella cappella situata alla destra della maggiore è un vasto affresco con il Battesimo di Cristo attribuito a Lorenzo Bonini, fiorentino di nascita ma molto attivo ad Empoli. Al centro di essa è il fonte battesimale, consistente di una tazza marmorea quattrocentesca.
All'altare maggiore si trova l'imponente Pala del Santissimo Sacramento, composta da ciborio in legno dorato e da tavole dipinte. L'architettura lignea ed il ciborio furono realizzati probabilmente già all'incirca tra 1565 e 1568, quando vennero descritti non terminati dal vescovo Antonio Altoviti nella sua visita pastorale. In clima già controriformato la struttura 'scavalca' il recente esempio monumentale e scenografico del ciborio di Vasari per Santa Croce a Firenze per riallacciarsi a consimili pale tardo quattrocentesche come l'empolese pala del Botticini per l'altare maggiore della Collegiata, oggi nel museo annesso. Le tavole dipinte ad olio spettano a Girolamo Macchietti che non sappiamo se possa essere anche l'autore di tutto l'insieme come spesso avveniva e come sembrerebbe dalla relazione organica tra la carpenteria ed i dipinti. Ai lati sono dunque i Santi Michele e Giovanni Battista dipinti intorno al 1575-76. in cui Michele riecheggia la posa dello stesso santo dipinto in chiesa dal Pontormo. Le otto scene nella predella con le Storie dei Santi Michele e Giovanni Battista e la scena dell'Ultima cena al centro sono attribuiti a Niccolò Betti.
Sull'altare della Compagnia della Concezione, a sinistra del maggiore, è l'Immacolata Concezione, di Lodovico Cardi detto il Cigoli, commissionata dai confratelli della compagnia nel 1589 e collocata all'altare nel 1590. Per quanto riguarda l'iconografia e lo schema compositivo, la tavola è una derivazione del celebre prototipo dipinto da Giorgio Vasari per Bindo Altoviti nel 1540, sciolta però in una maniera più accostante grazie ad un nuovo naturalismo non solo dei personaggi e della loro espressività, ma anche del colore e del chiaroscuro che, ora in modo più delicato e sfumato, ora in modo più deciso, rende la verità della luce e dell'atmosfera dando verosimiglianza all'intera composizione. Questi caratteri rendono il dipinto una delle prime opere in cui si rende evidente la nuova riforma pittorica del Cigoli in direzione naturalistica e anti-manierista.
Nella navata sinistra è appesa una tela con la Madonna col Bambino e i santi Domenico, Agata e Francesco di Cesare Dandini, del 1640 circa, dal colorismo lucido e prezioso tipico del pittore.
Adiacente alla chiesa è l'Oratorio della Compagnia di San Michele Arcangelo, costruito nel 1616 su progetto di Gherardo Mechini. All'altare è una tela di Ottavio Vannini raffigurante l'Apparizione di San Michele Arcangelo al vescovo di Siponto in processione alla grotta del toro commissionata nel 1628 ma rimasta comunque incompiuta nel 1644, alla morte dell'artista.

## Bibliografia

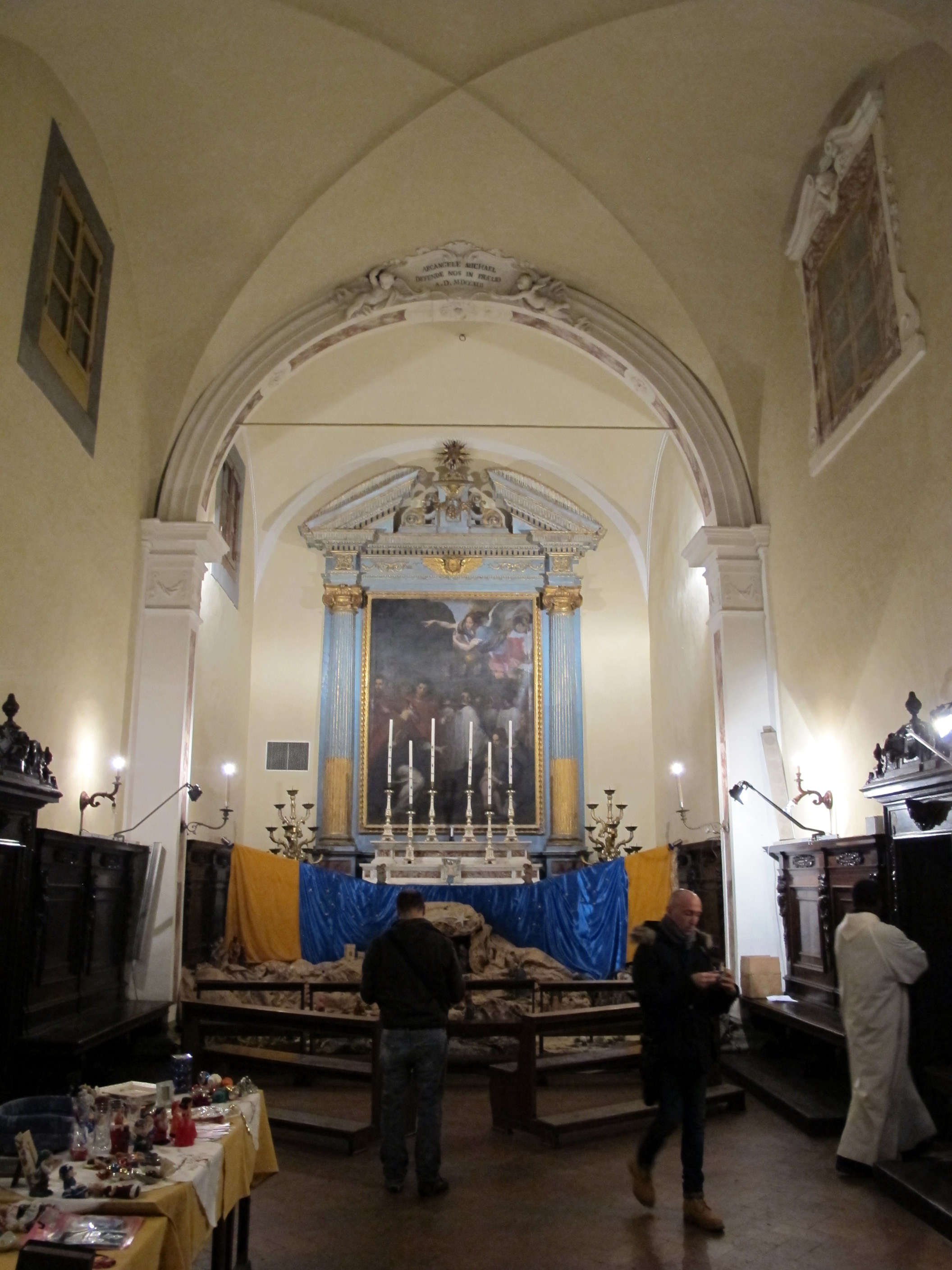
L'oratorio della Compagnia di San Michele